# Lava Cast Forest Trail
Le Lava Cast Forest Trail est un sentier de randonnée du comté de Deschutes, dans l'Oregon, aux États-Unis. Situé au sein du Newberry National Volcanic Monument, il est classé National Recreation Trail depuis 1981.